# Am Hof
 (juin 2023).
Si vous disposez d'ouvrages ou d'articles de référence ou si vous connaissez des sites web de qualité traitant du thème abordé ici, merci de compléter l'article en donnant les références utiles à sa vérifiabilité et en les liant à la section « Notes et références ».
Am Hof est une place de Vienne, dans l'Innere Stadt. Elle se situe entre Bognergasse, Naglergasse, Heidenschuß, Färbergasse, Judenplatz et Schulhof dans le centre le plus ancien de la ville, à proximité immédiate des ghettos médiévaux.

## Histoire
La place Am Hof fait déjà partie du camp militaire romain de Vindobona et est inhabitée au haut Moyen Âge.
Entre 1155 et environ 1275, lorsque le nouveau château est achevé sur le site de la Schweizertrakt du Hofburg, se trouvait ici le siège de la maison de Babenberg, que Henri II d'Autriche fit construire pour lui-même en 1155, après avoir déménagé sa résidence de Klosterneuburg à Vienne. Cette résidence est un complexe de maisons autour d'un espace ouvert, c'est-à-dire une cour, avec la maison du duc comme centre. Vers le nord-ouest et le sud-ouest, la cour est adossée au mur du fort romain, vers l'intérieur de la ville, elle est séparée de la vieille ville bourgeoise et de la ville juive par des portes. Henri II et son épouse Théodora reçoivent ici l'empereur Frédéric Barberousse en 1165.
Pendant le règne de Léopold V, la Turnierplatz puis la Marktplatz est le théâtre d'événements entre 1177 et 1194, au cours desquels des chanteurs et des poètes tels que Reinmar de Haguenau et son élève Walther von der Vogelweide participent à des concours de Minnesang.
Avec le déménagement des souverains au Hofburg, alors beaucoup plus petit vers 1275, la Babenberger Pfalz abrite l'institution monétaire vers la fin du XIIIe siècle. Les maisons aux numéros 10 et 12 sont incorporées dans le ghetto voisin autour de la Judenplatz. En 1340, des marchés se tiennent à Am Hof. En 1365, les carmélites sont temporairement hébergés dans l'institution monétaire, et en 1386, elles sont officiellement installées par Albert III. Les carmélites érigent une église monastique gothique à trois nefs à la place de la chapelle romane, achevée vers 1420. Le chœur gothique est encore visible depuis l'allée derrière. Les carmélites possédaient déjà la maison du juif Muschal ; ils reçoivent d'autres maisons, dont celle d'Albert III qui l'a achetée au poète Peter Suchewirt.
La place est à l'origine séparée de la Freyung voisine par des maisons qui ne laissent qu'une étroite allée de liaison ouverte et démolies en 1846. Outre le marché, elle est aussi un lieu d'exécution de condamnés. En 1463, le bourgmestre Wolfgang Holzer rénove la place sur les ordres d'Albert VI. En 1515, le double mariage Habsbourg-Jagellon a lieu ici. Aux XVIe et XVIIe siècles, la place est également connue sous le nom de Krebsmarkt, car les poissons de mer et les crabes y sont vendus. Au XVIIIe siècle, seuls les légumes et les fruits sont vendus sur le marché.
Après la remise de l'église et du monastère aux jésuites en 1554, le lieu s'appelle Bei den oberen Jesuiten et est une place du théâtre jésuite. Après la suppression de la Compagnie de Jésus en 1773, la place est à nouveau appelée Am Hof. Le bâtiment du monastère jésuite est le siège de la Hofkriegsrat puis du ministère de la Guerre de 1783 à 1913.
En 1782, Pie VI donne une bénédiction urbi et orbi. Le 7 décembre 1804, du balcon de l'église, l'acceptation du titre d'Empereur héréditaire d'Autriche est proclamée par l'empereur François Ier.
Le 14 mars 1848, au cours de la révolution, l'arsenal est pris d'assaut. Le 6 octobre, le ministre de la Guerre Theodor Baillet von Latour est traîné hors du bâtiment, tué et pendu à une lanterne par la foule au centre de la place. Pendant une courte période, la place est appelée Volksplatz.
De 1842 à 1918 et de 1939 à 1942, le marché de Noël d'Am Hof est un rendez-vous populaire. Le marché aux puces viennois est ici en 1973, puis déplacé au Naschmarkt en 1977 pour des raisons d'espace. Aujourd'hui, il y a un marché de Noël annuel.
En 1892 devant le bâtiment du ministère de la Guerre, on dévoile la statue équestre du maréchal Radetzky de Caspar von Zumbusch, qui est transférée devant le nouveau bâtiment ministériel nouvellement construit sur le  en 1912. En 1915, le siège de la Länderbank remplace le ministère.
Dans le film Le Troisième Homme de Carol Reed (tourné en 1948), la place Am Hof est un élément important, sur laquelle se trouve le pilier publicitaire à travers lequel on peut entrer dans le monde souterrain du système d'égout viennois.
En 1962-1963, au cours de fouilles pour un parking souterrain sous la place Am Hof, des restes de la colonie romaine sont trouvés. Dans le sous-sol du quartier général actuel des pompiers, un morceau du canal principal du camp est découvert à son emplacement d'origine, il recevait les eaux usées du camp sud et les conduisait dans le Tiefer Graben jusqu'à l'Ottakringerbach.
Le pape Jean-Paul II prononce un discours devant des travailleurs nationaux et étrangers devant l'église d'Am Hof le 12 septembre 1983.
Depuis 1990, chaque année le 31 décembre, la station de radio Ö3 organise un événement musical dans le cadre du réveillon.
Le 7 septembre 2007, le pape Benoît XVI célèbre devant environ 7 000 personnes sous une pluie battante, le premier élément majeur au programme de son voyage en Autriche. Après seulement six minutes, le microphone du Pape et le mur vidéo tombent en panne, c'est pourquoi le discours de Benoît XVI est arrêté.
En 2014, l'hôtel de luxe Park Hyatt Vienna ouvre dans l'ancien siège de la Länderbank, qui est le siège de Bank Austria jusqu'en 2012.

## Monuments
- Église am Hof
- Colonne de Marie
- L'Arsenal civil de la ville (Bürgerlisches Zeughaus)
- Le Palais Collalto (de)
- Le Park Hyatt Vienna (n°2)
- L'Österreichische Kontrollbank (n°3-4), bâtiment construit entre 1912 et 1915.
- La résidence Zum Hahnenbeiss (n°5), construite entre 1818 et 1820 à la place du "Käsehaus", qui abritait la première fromagerie de Vienne en 1683.
- Immeuble de bureaux Verbund (n°6a), construit entre 1952 et 1954 par Carl Appel.
- La Märkleinsche Haus (n°7) est une maison de ville baroque construite de 1727 à 1730 sur un projet de Lucas von Hildebrandt. La maison appartient aux pompiers professionnels viennois et abrite le musée des pompiers de Vienne.
- Maison étroite (n°8), maison de ville construite avant 1566.
- Wiener Feuerwehr (n°9), fondée en 1686, reconstruite par Anton Ospel en 1732 et modernisée en 1945.
- L'immeuble (n°11) bâti en 1882 et 1883.
- L'Urbanihaus (n°12), construit entre 1630 et 1639.

## Source
- (de) Cet article est partiellement ou en totalité issu de l’article de Wikipédia en allemand intitulé « Am Hof » (voir la liste des auteurs).